# Maurice Giuliani
Pour les articles homonymes, voir Giuliani.
Maurice Giuliani, né le 13 décembre 1916 à Lyon (France) et mort le 22 aout 2003 à Paris, est un prêtre jésuite français. Grand connaisseur de la spiritualité ignatienne et écrivain spirituel il est le fondateur de la revue Christus.

## Biographie
Maurice Giuliani entre dans la Compagnie de Jésus en 1935, à Yzeure, après des études de lettres et de droit. Pendant la Seconde Guerre mondiale, il poursuit des études de philosophie avant de devenir professeur de lettres au collège de Mongré. En 1953, il est chargé de lancer la revue de spiritualité Christus. Il sera aidé par les pères Henri Holstein, Jacques Guillet, François Roustang, de Broucker, Jean Courel et Michel de Certeau. Il quitte la direction de la revue en 1962 pour prendre celle de la revue Études.
En 1965, il devient assistant du Supérieur général des Jésuites, le père Pedro Arrupe. De retour en France en 1972, il devient instructeur de la 'troisième année de probation' des Jésuites de France jusqu'en 1976. Il sera ensuite et jusqu'à sa mort entièrement donné à donner les Exercices Spirituels de saint Ignace, à publier des articles de spiritualité ignatienne et à diriger l'édition des Écrits d'Ignace de Loyola chez Desclée de Brouwer. Il participe à la fondation d'une association (appelée aujourd'hui 'Association Maurice-Giuliani') visant à former les accompagnateurs donnant les Exercices.